# Lispe kowarzi
Lispe kowarzi är en tvåvingeart som beskrevs av Becker 1903. Lispe kowarzi ingår i släktet Lispe och familjen husflugor. Inga underarter finns listade i Catalogue of Life.